# Amoni dichromat
Amoni dichromat là một hợp chất vô cơ có thành phần hợp chất gồm hai nhóm: amoni và đicromat, với công thức hóa học được quy định là (NH4)2Cr2O7. Trong hợp chất này, cũng tương tự như trong tất cả các chromat và dichromat, chromi ở trạng thái oxy hóa là +6, thường được gọi là chromi hóa trị 6, là một cái tên dùng chung cho các muối gồm các ion amoni và các ion dichromat.
Amoni dichromat đôi khi được gọi là "lửa Vesuvian", vì nó được sử dụng trong các cuộc thuyết giảng về mặt phẳng "núi lửa". Tuy nhiên, vấn đề giảng dạy về hợp chất đã không trở nên phổ biến trong các trường học do tính chất gây ung thư của nó. Nó cũng đã được sử dụng trong pháo hoa và trong giai đoạn đầu tiên của nhiếp ảnh.

## Sử dụng
Hợp chất này được sử dụng trong các pháo hoa và trong những ngày đầu của nhiếp ảnh cũng như in thạch bản, như một nguồn nitơ tinh khiết trong phòng thí nghiệm, và đóng vai trò tương tự một chất xúc tác. Ngoài ra, nó cũng được sử dụng làm thuốc nhuộm để nhuộm các chất màu, trong sản xuất alizarin, phèn chromi, làm sạch da và làm sạch dầu.